# Octava italiana
Una octava italiana és una estrofa de vuit versos d'Art major, isosil·làbics, la disposició dels quals és una juxtaposició de dos quartets amb apariats a l'interior de cadascun.
L'esquema de la rima és ABBC DEEC.
El primer vers de cada quartet és solt (A D) i els últims (C C) consideren com a requisit addicional que tenen la rima aguda, és a dir que són versos masculins o bé accentuats, per aquest motiu també rep el nom d'Octava aguda.
Del seu origen italià conserva sempre les característiques de la indivisibilitat del vers (no tenen cesura) i, en alguns casos, l'accentuació de les síl·labes quarta i sisena.

Un exemple:
Aquí en bona hora l'endolada dama
a l'espòs abraçà que en Palestina
son pendó ensangrentat de la divina
Sion en los sants murs clavar logrà;
aquí besà lo front rugós i negre,
i ressonar dessota els sonorosos
sostres sentí los esperons llustrosos
del valorós crusat que mort plorà.”

Lo Gaiter del Llobregat, XII. A unes ruïnes.
Joaquim Rubió i Ors